# 郭隚
郭隚（?—1306年），字德基。元朝长乐（今福建长乐）人。
郭正子之子。郭隚幼時即失去雙親，二十歲時已为人师。南宋亡，居乡讲学。为人疏通慷慨，谨简易直，至元年間，郡举遗逸，授泉山书院山长。升迁為兴化路教授，再改吴江州，再调兴化，尚未成行，大德十年（1306年），卒於任上。著有《梅西集》二十卷。